# Alexandra Frantti
Alexandra Annelise Frantti (Highland Park, 3 marzo 1996) è una pallavolista statunitense, schiacciatrice del Galatasaray.

## Carriera

### Club
La carriera di Alexandra Frantti inizia nei tornei scolastici dell'Illinois, con la Richmond-Burton CHS, e prosegue a livello universitario con la Penn State: partecipa alla NCAA Division I dal 2014 al 2017, vincendo il titolo nazionale durante il suo freshman year e ricevendo diversi riconoscimenti individuali, tra i quali spicca quello di National Freshman of the Year.
Nel febbraio 2018 firma il suo primo contratto professionistico in Slovenia, ingaggiata dal Kamnik per la parte finale della 1.DOL 2017-18. Nella stagione 2018-19 emigra in Francia, partecipando alla Ligue A con l'ASPTT Mulhouse, venendo insignita del premio di miglior ricevitrice del torneo, mentre nella stagione seguente si trasferisce nella Liga Siatkówki Kobiet polacca, firmando per il Developres Rzeszów.
Per l'annata 2020-21 approda in Italia per disputare la Serie A1 con il Chieri '76. Dopo un biennio nella formazione piemontese, nel campionato 2022-23 si trasferisce al Casalmaggiore, sempre nella massima divisione italiana, mentre nel campionato seguente è di scena nella Sultanlar Ligi turca, dove difende i colori del VakıfBank, con cui conquista una Supercoppa turca e uno scudetto e poi, al termine di due annate con le giallo-nere, nella stagione 2025-26 viene ingaggiata dalle rivali concittadine del Galatasaray.

### Nazionale
Fa il suo esordio nella nazionale statunitense in occasione del campionato nordamericano 2021, dove si classifica al quarto posto. Nel 2023 arriva l'argento al campionato continentale.

## Palmarès

### Club
- NCAA Division I: 1

2014
- Campionato turco: 1

2024-25
- Supercoppa turca: 1

2023

### Premi individuali
- 2014 - National Freshman of the Year
- 2014 - All-America Second Team
- 2014 - NCAA Division I: Oklahoma City National All-Tournament Team
- 2016 - NCAA Division I: Lincoln Regional All-Tournament Team
- 2017 - NCAA Division I: State College Regional All-Tournament Team
- 2019 - Ligue A: Miglior ricevitrice
- 2020 - Coppa di Polonia: Miglior attaccante
- 2020 - Coppa di Polonia: Miglior servizio